# Lijst van afleveringen van Prison Break (seizoen 4)
Dit artikel gaat over seizoen 4 van de Amerikaanse televisieserie Prison Break. Het seizoen ging in première op 1 september 2008 en duurde tot en met 2009. Midden januari 2009 maakte FOX bekend dat seizoen 4 het laatste zou zijn, hoewel in 2017 nog een miniserie volgde als vijfde seizoen met negen afleveringen.

## Personages seizoen 4

### Hoofdpersonages
| Personage                | Acteur              |
| ------------------------ | ------------------- |
| Lincoln Burrows          | Dominic Purcell     |
| Michael Scofield         | Wentworth Miller    |
| Alexander Mahone         | William Fichtner    |
| Don Self                 | Michael Rapaport    |
| Fernando Sucre           | Amaury Nolasco      |
| Sara Tancredi            | Sarah Wayne Callies |
| Brad Bellick             | Wade Williams       |
| Theodore "T-Bag" Bagwell | Robert Knepper      |
| James Whistler           | Chris Vance         |
| Gretchen Morgan          | Jodi Lyn O'Keefe    |

### Terugkerende personages
| Personage                        | Acteur              |
| -------------------------------- | ------------------- |
| L.J. Burrows                     | Marshall Allman     |
| Sofia Lugo                       | Danay Garcia        |
| Generaal Krantz                  | Leon Russom         |
| Roland Glenn                     | James Hiroyuki Liao |
| Wyatt Mathewson                  | Cress Williams      |
| Cristina Rose Scofield           | Kathleen Quinlan    |
| Paul Kellerman                   | Paul Adelstein      |
| Benjamin Miles "C-Note" Franklin | Rockmond Dunbar     |

## Synopsis
Michael wil de Company neerhalen, maar al snel wordt hij opgepakt. Ondertussen wordt een aantal vrienden van hem ook opgepakt. Lincoln wordt in Panama opgepakt en Sucre, Bellick, Mahone en Sara worden dezelfde week nog opgepakt. Don Self, een Homeland security agent biedt hun aan hem te helpen in ruil voor het neerhalen van de Company.
Wegens de dalende kijkcijfers trok FOX op 13 januari 2009 de stekker uit de reeks. De resterende afleveringen van seizoen 4 worden uitgezonden vanaf 17 april 2009.

## Afleveringen
Sucre, Kellerman en C-Note keren terug in de laatste afleveringen van seizoen 4 van Prison Break.
Het seizoen bestaat totaal uit 24 afleveringen, waarvan er 22 worden uitgezonden op de televisie. De andere twee afleveringen (aflevering 23 en 24) worden uitgebracht op een dvd die 88 minuten duurt. Aflevering 22 eindigt vier jaar later. Afleveringen 23 en 24 tonen wat er in die afgelopen vier jaar is gebeurd. Dit is tevens niet het einde van de serie, in 2017 is er nog een vijfde seizoen uitgebracht van de serie.
| Aflevering | Schrijver     | Regie           | Uitzenddatum VS   | Uitzenddatum NL            | Uitzenddatum BE                |
| --- | ------------- | --------------- | ----------------- | -------------------------- | ------------------------------ |
| 1. Scylla | Matt Olmstead | Kevin Hooks     | 1 september 2008  | 2 december 2008            | 5 oktober 2008                 |
| Michael heeft Gretchen gevonden en wil haar gaan vermoorden. Gretchen en Whistler zijn ondertussen met een missie bezig, ze moeten een geheugenkaart genaamd Scylla terughalen. Whistler bemachtigt Scylla en kopieert hem. Hij licht de Company op door hen de kopie te geven. Whistler besluit om samen met Michael de Company neer te halen. Terwijl hij met hem en Mahone staat te praten wordt hij in zijn hoofd geschoten door een Company agent genaamd James Wyatt. Dezelfde agent heeft Gretchen 'ontvoerd' in opdracht van de Company. Ondertussen is in Panama een brand uitgebroken in SONA en T-Bag, Sucre en Bellick zijn ontsnapt. T-Bag probeert met veel geld naar de VS te gaan, terwijl Sucre en Bellick in een busje met illegalen reizen. Zij komen 'veilig' aan in de VS, maar T-bag wordt in elkaar geslagen en zijn geld wordt meegenomen. Sucre gaat als eerste naar zijn vriendin en zijn pasgeboren kind. Zijn vriendin licht hem op en Sucre wordt gepakt door de politie, nadat hij weg is gerend naar de auto van hem en Bellick. Michael belt Bruce Bennett op om te vragen of hij weet waar Sara is. Al snel wordt hij omringd door agenten en wordt opgepakt. Wanneer Michael aan een tafel zit komt Don Self binnen. Hij stelt zich voor als een agent van Homeland Security. Hij wil de company neerhalen en vraagt Michael of hij wil helpen in ruil voor zijn vrijheid. Hij komt ook te weten dat zijn broer Lincoln ondertussen is opgepakt in Panama en op weg is naar de VS. Mahone wil terug naar zijn ex en zij is het daar mee eens. Terwijl hij op weg is naar haar, brengt Wyatt haar een bezoek. Wanneer Mahone daar aankomt treft hij een hoop agenten en de lichamen van zijn zesjarige zoon aan. Hij wordt ook ter plaatse opgepakt. Ondertussen zijn Sara en Michael weer samen. Ze zijn in een hotelkamer waar ineens Wyatt hun probeert te vermoorden. Ze rennen weg. Uiteindelijk staan Michael, Lincoln, Sucre, Bellick, Mahone, Sara en Don Self voor een vliegtuig van de Amerikaanse luchtmacht. Ze worden naar een 'andere gevangenis' verplaatst. In werkelijkheid gaan ze naar een schuilplaats waar ze aan Scylla gaan werken. |               |                 |                   |                            |                                |
| 2. Breaking & Entering | Zack Estrin   | Bobby Roth      | 1 september 2008  | 9 december 2008            | 12 oktober 2008                |
| Michael, Lincoln, Sara, Sucre, Bellick, Mahone en een nieuw teamlid genaamd Roland gaan proberen om Scylla te bemachtigen. Mahone kan zich nog herinneren hoe de chauffeur van de kaarthouder eruitzag. Mahone leidde uit zijn gedrag af dat de chauffeur een gepensioneerd soldaat was, met een hoog pensioen. Michael en zijn crew weten de chauffeur te traceren en volgen hem naar de kaarthouder. Met behulp van een gadget 'uitgevonden' door Roland kunnen ze de data van de kaart kopiëren zonder het te stelen. Ze proberen een auto-ongeluk te faken om zo lang genoeg in de buurt van de kaart te blijven, om alle data te kopiëren. Dit mislukt echter, omdat de kaarthouder de kaart niet bij zich heeft. Gezien de strenge beveiliging van het huis, besluiten ze om Roland zijn 'telefoon' in het tasje van de schoonmaakster te stoppen. Wanneer ze het huis ingaat belt Michael haar en doet zich voor als iemand van de beveiliging. Er zou iets mis zijn met de draden van een bepaald raam. Ze leiden haar naar de kaart en het plan is succesvol. De schoonmaakster merkt de mobiele telefoon echter op en laat het in het huis achter. Michael en zijn crew komen met een plan om in te breken. Ze leiden de beveiliging af door het alarm van de overburen af te laten gaan. Ze breken in het huis en halen de mobiele telefoon terug. Eenmaal terug in hun schuilplaats, proberen ze de informatie op de kaart te lezen. De hacker, Roland, kan dit echter niet. Hij legt uit dat als Scylla een pizza is, dat ze nu een slechts een deel van die pizza hebben. Michael komt erachter dat Scylla in werkelijkheid uit zes geheugenkaarten bestaat. Het Griekse mythologische monster Scylla had immers ook zes hoofden. |               |                 |                   |                            |                                |
| 3. Shut Down | Nick Santora  | Milan Cheylov   | 8 september 2008  | 16 december 2008           | 19 oktober 2008                |
| Michael en zijn crew zijn erachter gekomen dat Scylla uit zes kaarten bestaat en Michael is boos op Don Self. Don Self zegt hier niks van te weten en dat ze dus alle zes kaarten moeten gaan zoeken. Michael en zijn crew gaan verder met het zoeken naar geheugen kaarten. Ze hebben met het apparaat van Roland ook data uit de PDA van Tuxhorn opgezogen, waaronder zijn agenda en e-mails. Ze vinden een asterisk bij de dag waar ze op zitten. Ze vinden ook een aantal e-mails die mogelijk de locatie bevatten van zijn 'afspraak'. Ze vinden wel de tijd, maar om achter de locatie te komen moeten ze inbreken bij een server in Anaheim. Ze komen daar echter vast te zitten in een kamer, omdat Michael het brandalarm af liet gaan om Sara te redden. Michael belt Lincoln om dat te vertellen. Lincoln pakt een bijl en loopt naar binnen. Hij redt Michael en Roland. Ze hebben dan de mails over de locatie, maar kunnen er niks van maken. Het ene mailtje is spam en het andere is van 'Stargazers Club'. De locatie waarnaar de sterren verwijzen is in Antarctica. Roland wordt boos en zegt dat hij voor niks bijna dood is gegaan. Michael antwoordt dat er veel mensen wel dood zijn gegaan. Roland zegt dat dat hun probleem is en iedereen die hiervoor dood gaat een sukkel is. Alex wordt woedend en grijpt Roland bij de keel, aangezien Alex' zoon is vermoord. Wanneer Roland bezig is op zijn computer en die ineens geblokkeerd wordt door de FBI, raakt iedereen in paniek. Ze hebben de missie afgeblazen en iedereen moet nu vluchten. Ze komen uiteindelijk aan bij een plek waar de signalen van hun enkelbanden geblokkeerd worden. Michael komt daar ineens erachter dat de twee mails over elkaar passen. Ze komen erachter dat de locatie een energiecentrale is. Lincoln steelt een taxi en ze gaan naar de energiecentrale. Ondertussen zijn Pad Man en Tuxhorn al ter plaatse. De FBI is inmiddels vlak achter Michael en zijn crew gekomen dus ze stappen allemaal uit en rennen weg. Iedereen wordt gepakt, behalve Michael. Hij komt aan bij de locatie van de afspraak van Tuxhorn. Iedereen staat in een rij en Don Self spreekt hen aan. Uiteindelijk komt Michael naar hen toe rijden en hij laat Don Self een video zien op zijn mobiel en vertelt dat het een bijeenkomst was van alle zes kaarthouders en niet alleen van twee. Dit overreedt Self ervan dat hij door moet gaan met deze missie. Mahone heeft van agent Lang op aanvraag foto's van zijn vermoorde zoon. Lincoln heeft gehoord dat zijn zoon is vermoord toen hij met haar aan het bellen was en heeft nu begrip voor hem, omdat hij ook een zoon heeft (LJ). Lincoln zegt dat hij Mahone zal helpen om de Company neer te halen en te vinden wie zijn zoon vermoord heeft. |               |                 |                   |                            |                                |
| 4. Eagles & Angels | Karyn Usher   | Michael Switzer | 15 september 2008 | 23 december 2008           | 26 oktober 2008                |
| Na het onderzoeken van de video gaan Michael en de rest achter de tweede kaart aan in Eagles & Angels. In eerste instantie denken ze dat de tweede kaarthouder een Turkse man uit het Turkse consulaat is, genaamd Erol Tabak. Wanneer ze de data aan het kopiëren zijn stopt het kopiëren ineens, omdat de echte kaarthoudster, Lisa Tabak, de vrouw van Erol, uit de auto is gestapt. Later op dezelfde dag gaat Lisa Tabak naar een bijeenkomst van de Eagles & Angels. Eagles zijn agenten die tijdens dienst omkomen en Angels zijn hun nabestaanden. Het was een bijeenkomst van de organisatie van politieagenten die geld inzamelen voor de omgekomen agenten en hun nabestaanden. Michael, Lincoln en Alex komen in politie-uniform op de bijeenkomst en leggen de mobiele telefoon van Roland onder de tafel van Lisa. Lisa blijkt echter te moeten gaan. Ondertussen heeft een bodyguard van Lisa Lincoln opgemerkt tijdens de minuut stilte, toen iedereen zijn pet of hoed af moest doen. Lincoln rent weg en wordt uiteindelijk gepakt. Bellick redt hem door de bodyguard te steken. Lincoln maakt het af en de bodyguard is dood. Alex en Lincoln maken gebruik van dit feit door Lisa te stoppen en te zeggen, dat ze niet weg mag totdat het 'probleem' is opgelost. Dit geeft Michael de gelegenheid om twee minuten bij haar te staan om de data te kopiëren. Ondertussen krijgt Sara te horen dat Bruce dood is gevonden in zijn huis. Ze denkt dat het haar schuld is dat hij is vermoord. Ze gaat naar een bar om daar weer te gaan drinken. Na een gesprek met de barvrouw, helpt zij haar niet te drinken. Een man die samenwerkt met de barvrouw steelt haar creditcard. Deze wordt vervolgens gebruikt en The Company komt erachter dat de creditcard van Sara in die bar is gebruikt. Wyatt heeft net Jasper, een informant van Don Self vermoord en gaat meteen op weg naar de bar waar Sara is. Wanneer hij daar aankomt is Sara in het toilet. De barvrouw ontkent Sara gezien te hebben. Wanneer hij met haar staat te praten verlaat Sara de bar. Schijnbaar merkt Wyatt haar niet op. Wanneer Sara aan het einde van de aflevering staat te bellen met Michael, zien we dat Wyatt haar heeft gevonden en achtervolgt. |               |                 |                   |                            |                                |
| 5. Safe & Sound |               |                 | 22 september 2008 | 30 december 2008           | 2 november 2008                |
| Michael en zijn crew gaan op zoek naar de volgende kaart. Wanneer Don Self met Michael staat te praten over de digitale vergrotingen van het filmpje, ziet hij een foto waarop iemand staat die Don Self kent. Self verzint dan een smoes om dicht bij de kaarthouder te kunnen komen. Hij gaat naar zijn kantoor en gaat na veel gepraat met de secretaresse koppig het kantoor in. Het blijkt dat de kaart in een kluis zit waardoor de data op de kaart niet gekopieerd kan worden. Ondertussen is Sara erachter gekomen dat ze wordt achtervolgd en rent weg. Op hetzelfde moment is Alex op zoek naar Wyatt, dezelfde man die achter Sara aanzit. Wanneer Sara terug is in de loods vertelt ze wat er gebeurd is waarop Alex een foto laat zien en vraagt of dat de man was. Het blijkt inderdaad Wyatt te zijn. Alex ondervraagt Sara en gaat daarna op zoek naar het hotel waar hij verblijft. Hij vindt het uiteindelijk na wat speuren. Bellick en Sucre gaan op zoek naar T-Bag. Ze weten in wel gebied hij 'werkt' en gaan alle gebouwen, in totaal tien, af. Ze komen ook in het gebouw waar hij werkt, dat van GATE, maar hij ontkomt eraan. De receptioniste vertelde Bellick en Sucre dat ze hem niet kende. Vervolgens chanteert ze hem voor een deel van de bonus die T-Bag krijgt. Michael en zijn crew zijn ondertussen bezig met het maken van een plan om in de Treasury Department te komen. Na wat overleg met Don Self vinden ze een manier. Ze breken in in de Treasury Department en gaan in de kluis boren van de kaarthouder. Wanneer ze bijna klaar zijn met boren komt de General, beter bekend als Pad Man, in het kantoor van de kaarthouder zitten. Michael besluit om op de laagste stand door te boren en ze komen erdoorheen. Ze kopiëren de kaart. |               |                 |                   |                            |                                |
| 6. Blow Out |               |                 | 29 september 2008 | 6 januari 2009             | 9 november 2008                |
| Officiële beschrijving van FOX: Michael en de groep achtervolgen een kaarthouder naar een racebaan terwijl Alex wordt gepakt met iets onbetaalbaars. Gretchen heeft een familiereünie, en Self komt op Wyatts radar. T-Bag vertaalt Wistlers code. |               |                 |                   |                            |                                |
| 7. Five The Hard Way of Self Preservation |               |                 | 6 oktober 2008    | 13 januari 2009            | 16 november 2008               |
| Lincoln, Sucre, Glen en Sara gaan naar Las Vegas om de vijfde kaart te kopiëren. Sucre moet zich voordoen als 'homo' om bij de kaarthouder op de kamer te komen. De kaart kopiëren lukt. Michael, Bellick, en Mahone worden ondertussen verrast door T-Bag. Mahone ontsnapt, maar de anderen worden vastgehouden. T-Bag werkt samen met Gretchen. Michael houdt T-Bag voor de gek, en sluit hem, samen met de hulp van Mahone op in de 'geheime' tunnel onder het kantoor van 'Cole Pheiffer' (T-Bag deed zich voor als Cole). Don Self probeert de generaal bang te maken met feiten die hij heeft ontdekt. |               |                 |                   |                            |                                |
| 8. The Price |               |                 | 20 oktober 2008   | 20 januari 2009            | 23 november 2008               |
| Om de laatste kaart te bemachtigen, moet het team de kaart die de General bij zich heeft te pakken krijgen. Ze bedenken hiervoor een plan wat Lincoln 6 jaar geleden ook had uitgevoerd. Ze willen de limousine rammen met een andere auto en zo de kaart stelen. Roland Glenn probeert het team te dwarsbomen. Hij heeft het telefoonnummer van Wyatt bewaard en wil de broers overhandigen voor 1 miljoen dollar. Om te bewijzen dat Glenn te vertrouwen is sms't hij de straat waar de limousine geramd gaat worden. Hierdoor kan de General nog net op tijd omkeren. Tegelijkertijd probeert Wyatt Lincoln en Sucre te vermoorden. Hij raakt Sucre in zijn zij, waarna hij door Sara vakkundig wordt geholpen. Diezelfde Sara vereffent een rekening met Gretchen. Uiteindelijk ontmoet Glenn Wyatt, maar Wyatt blijkt het geld niet te hebben. Hij schiet Glenn in zijn been en verbrijzelt zijn knieschijf. Uiteindelijk schiet hij hem neer, nadat hij het adres van het warenhuis heeft verteld. Michael heeft echter een zendertje in de accu van de laptop van Glenn gedaan. Hierdoor kan het team Glenn vinden en wordt Wyatt bewusteloos geslagen. De aflevering eindigt met Michael, die Glenn vasthoudt totdat hij zijn laatste zucht heeft uitgeblazen. |               |                 |                   |                            |                                |
| 9. Greatness Achieved |               |                 | 3 november 2008   | 27 januari 2009 2 mei 2009 | 30 november 2008 26 april 2009 |
| De groep bedenkt een plan om bij 'The Company' in te breken. Ondertussen confronteert Susan B. 'The General'. Ondertussen krijgt Wyatt een beetje van zijn eigen medicijn. Nadat Mahone Wyatt gemarteld heeft en hem gedwongen heeft om naar Pam te bellen, om te zeggen dat hij spijt heeft vermoordt hij hem. Door hem met een steen aan zijn handen vastgemaakt het water in te gooien. Wanneer Michael, Lincoln, Sucre en Bellick verder werken om een doorgang door de waterpijp te maken om zo Scylla te bereiken, maar het loopt slecht af. Bellick geeft zijn leven om Lincoln te redden en wordt daarna meegesleurd met de stroming van het water. |               |                 |                   |                            |                                |
| 10. The Legend |               |                 | 10 november 2008  | 2 mei 2009                 | 26 april 2009                  |
| Michael wordt naar het ziekenhuis gebracht door Sara. Er worden een paar tests gedaan om te bepalen wat hij heeft. Hij krijgt schokkend nieuws van de doktoren. Brad Bellick wordt in het hoofdkwartier in zijn grafkist binnengereden. Hij krijgt van zijn kompanen een waardig afscheid, Sucre belt zijn moeder om het slechte nieuws te vertellen. In de weg naar Scylla stapt Sucre in een ruimte op een landmijn, hij mag zich niet bewegen en anders ontploft de mijn. Lincoln is bij hem, en haalt Gretchen. Zij kent deze mijn en weet hoe ze hem onklaar moet maken. Mahone is naar Miller toe, om iets meer over Scylla te weten te komen. De Company wordt gealarmeerd en gaat naar het gebouw toe, Mahone ontsnapt en krijgt belangrijke gegevens door over de ruimtes die Scylla omringen. Hij heeft een legenda van de kaart die in het 'Bird Book' van Whistler staan. Mahone spoedt zich naar het GATE gebouw waar Gretchen Sucre probeert te overtuigen dat hij zijn voet iets moet verplaatsen, maar Sucre durft niet. Op dat moment komt Mahone binnen en zegt dat de mijn via een energiekastje onschadelijk kan worden gemaakt. Dit lukt en ze zijn gered. Michael krijgt van Sara het slechte nieuws, dat hij de dag erna geopereerd moet worden. |               |                 |                   |                            |                                |
| 11. Quiet Riot |               |                 | 17 november 2008  | 9 mei 2009                 | 3 mei 2009                     |
| Michael is aan het racen tegen de tijd en wil zo snel mogelijk genezen om bij het hoofdkwartier van The Company in te breken en om zo Scylla te kunnen stelen. Michael moet van de dokter vandaag geopereerd worden, maar Michael kiest voor Scylla. Don Self en de telefoniste van GATE, ook Agent, gaan naar een adres wat ze hebben opgevangen. Hier worden ze gevangengenomen door de opdrachtgevers van Bagwell en Gretchen. Terwijl Bagwell en Gretchen in het kantoor wachten totdat Michael naar buiten komt met Scylla. De inbraak verloopt zonder noemenswaardige problemen. Totdat Michael Scylla aanraakt en, zonder het te weten, het alarm bij The General inschakelt. |               |                 |                   |                            |                                |
| 12. Selfless |               |                 | 24 november 2008  | 9 mei 2009                 | 3 mei 2009                     |
| Wanneer The General bij Scylla arriveert wachten Sucre, Lincoln en Mahong The General met zijn bodyguards op. Wanneer zij hem in zijn omsingelde kantoor gijzelen wordt zijn dochter Lisa door Sara gegijzeld. Nadat ze het Company gebouw veilig hebben verlaten, de agenten hebben afgeschud en Scylla aan Don Self hebben gegeven, komen ze tot de ontdekking dat toch niet alles klopt wat Don Self zegt. |               |                 |                   |                            |                                |
| 13. Deal or no Deal |               |                 | 1 december 2008   | 16 mei 2009                | 10 mei 2009                    |
| Michael en Lincoln zijn bedrogen door Don Self. Naast het bedrog met Scylla schuift hij ze ook twee moorden in hun schoenen. Licoln wordt opgepakt door Homeland Security. Die komen met de leugen dat ze weten dat Don Self hun bedrogen heeft. Lincoln haalt Michael over om een verklaring af te leggen in ruil voor vrijheid. Wanneer een Company agent de agenten van Homeland Security neerschiet moet Sucre Michael en Lincoln redden. Don Self heeft ondertussen een nieuwe koper gevonden voor Scylla, wanneer hij erachter komt dat Michael een stukje uit Scylla heeft gehaald en het ontbrekende deel heeft. |               |                 |                   |                            |                                |
| 14. Just Business |               |                 | 8 december 2008   | 16 mei 2009                | 10 mei 2009                    |
| Michael en Lincoln gaan achter Gretchen en Self aan om het ontbrekende stuk van Scylla terug te stelen. Het loopt verkeerd af Micheal heeft Scylla maar wordt onwel en valt flauw. Self neemt Scylla terug en Michael wordt met een bus meegenomen door de company. Ondertussen ziet Mahone een oude collega terug. Self en Gretchen vinden het stukje van Scylla en hebben het nu compleet om te verkopen. T-Bag gijzelt de familie van Gretchen wat ook verkeerd eindigt en wordt ook meegenomen door de company. Ondertussen krijgt Michael een operatie. Lincoln gaat door op bezoek, IN DE COMPANY!! De generaal biedt hem een deal aan: een operatie voor zijn broer voor Scylla. |               |                 |                   |                            |                                |
| 15. Going Under |               |                 | 15 december 2008  | 23 mei 2009                | 17 mei 2009                    |
| Michael krijgt medische verzorging uit onverwachte hoek. Charles Westmoreland keert terug om de ware betekenis van Scylla te achterhalen. Lincoln gaat samen met Sucre achter Scylla aan. Mahone is zijn collega's te slim af. |               |                 |                   |                            |                                |
| 16. The Sunshine State |               |                 | 22 december 2008  | 23 mei 2009                | 17 mei 2009                    |
| Lincoln en zijn nieuwe partners trekken naar Miami om Scylla terug te halen van zijn schokkende nieuwe eigenaar. Gretchen vindt de werknemer van de nieuwe eigenaar en besluit voor deze te gaan werken, om dan uiteindelijk toch te kiezen voor het team. Ondertussen is Sara op zoek naar een vermiste Michael die ondertussen verrassende nieuwe informatie vindt over zijn verleden. En in opdracht van General Krantz moet Michael worden verplaatst. |               |                 |                   |                            |                                |
| 17. The Mother Lode |               |                 | 17 april 2009     | 30 mei 2009                | 24 mei 2009                    |
| Michael en Sara zijn op de vlucht voor de Company en Lincoln ontmoet een vrouw van wie hij denkt dat het zijn moeder is. Griffen Oren probeert General Krantz te vermoorden met een autobom in opdracht van Christina, de moeder van Michael en Lincoln. |               |                 |                   |                            |                                |
| 18. VS |               |                 | 24 april 2009     | 30 mei 2009                | 24 mei 2009                    |
| Michael en Sara zijn op weg naar Miami. Lincoln, Mahone, Self en T-Bag breken in bij de ambassade. Sara doet een zwangerschapstest. |               |                 |                   |                            |                                |
| 19. Son of a bitch |               |                 | 1 mei 2009        | 6 juni 2009                | 31 mei 2009                    |
| Michael gaat achter zijn moeder aan en General Krantz reist af naar Miami. Michael komt erachter dat Lincoln niet zijn broer is. T-Bag sluit zich aan bij General Krantz en Michael en Lincoln lopen in een val van Christina. |               |                 |                   |                            |                                |
| 20. Cowboys & Indians |               |                 | 8 mei 2009        | 6 juni 2009                | 31 mei 2009                    |
| Michael en Lincoln proberen weg te geraken uit het hotel, dat helemaal omsingeld is door de politie en FBI. Michael heeft Scylla. T-Bag neemt Sara gevangen. De moeder van Michael neemt Linc gevangen en houdt hem onder schot. Tussen wie moet Michael kiezen, Sara of zijn broeder Linc. |               |                 |                   |                            |                                |
| 21. Rate of Exchange |               |                 | 15 mei 2009       | 13 juni 2009               | 7 juni 2009                    |
| Michael moet eens en voor altijd kiezen tussen het redden van Sara's leven en het redden van Lincs leven. |               |                 |                   |                            |                                |
| 22. Killing Your Number |               |                 | 15 mei 2009       | 13 juni 2009               | 7 juni 2009                    |
| C-note, Kellerman en Sofia duiken in deze aflevering weer op. Sara Tancredi schiet Christina Scofield, de moeder van Michael Scofield, dood. Scylla belandt dankzij Kellerman in de handen van de Verenigde Naties. Sara en Michael lopen over het strand terwijl Michael weer een bloedneus krijgt. De aflevering eindigt vier jaar later. Generaal Krantz krijgt de doodstraf in de vorm van de elektrische stoel. T-Bag belandt weer in Fox River. C-note werkt voor UPS. Don Self is verlamd. Sucre heeft een dochter. Alexander Mahone heeft een relatie met Lang en Lincoln Burrows heeft een relatie met Sofia. In de laatste scene zie je dat Lincoln, Sucre, Mahone, Sara en Michael Jr (de zoon van Sara en Michael) een herdenking houden bij het graf van Michael Scofield, die in de tussentijd is overleden. |               |                 |                   |                            |                                |
| 23. The Old Ball and Chain |               |                 | 24 mei 2009       | /                          | 7 december 2009 21.25 op 2BE   |
| Michael Scofield en Sara Tancredi trouwen. Sara Tancredi wordt tijdens haar huwelijksfeest opgepakt door de politie wegens de moord op Christina Scofield. Michael, Sucre en Lincoln maakt plannen om Sara te bevrijden uit de gevangenis. Mahone probeert weer bij de FBI te komen en moet daardoor erachter komen hoe Michael Sara wil bevrijden. Generaal Krantz zet vanuit de gevangenis een prijs van $ 100.000 op het hoofd van Sara. Gretchen Morgan probeert Sara te vergiftigen. Michael maakt een afscheidsfilm en vraagt aan Mahone om dit en een enveloppe aan Sara en Lincoln te geven als hij het niet haalt. |               |                 |                   |                            |                                |
| 24. Free |               |                 | 24 mei 2009       | /                          | 7 december 2009 21.25 op 2BE   |
| Gretchen komt erachter dat Sara wil ontsnappen en eist mee te gaan. Tijdens de ontsnappingspoging wordt Gretchen gepakt maar ze verraadt Sara niet. Michael Scofield is inmiddels de gevangenis binnengedrongen en is samen met Sara. Om het leven van Sara en zijn kind te redden moet hij zijn eigen leven geven. Sara ontsnapt en vlucht samen met Lincoln naar Costa Rica. In de enveloppe zit een bloedtest waarin staat dat Michael een hersentumor heeft. De serie eindigt met de afscheidsfilm die Michael Scofield heeft achtergelaten. Hij vertelt dat hij geen spijt heeft en toch niet lang meer te leven had vanwege zijn hersentumor. |               |                 |                   |                            |                                |